# 주덕 (전한)
주덕(周德, ? ~ ?)은 전한 중기의 관료이다.

## 행적
원봉 6년(기원전 75년), 우부풍에 임명되었다.
소제가 붕어하고, 대장군 곽광은 창읍왕을 황제로 옹립하였으나 곧 폐위되고 선제가 옹립되었다. 주덕은 선제 옹립에 힘쓴 공로로 관내후에 봉해지고 식읍을 받았다.

## 출전
- 반고, 《한서》
  - 권7 선제기
  - 권19하 백관공경표 下
  - 권68 곽광김일제전

| 전임 왕흔 | 전한의 우부풍 기원전 75년 ~ 기원전 70년? | 후임 주산부 |